# Коцин (Любуське воєводство)
Коцин (пол. Kocin, нім. Klein Kothau) — село в Польщі, у гміні Жагань Жаґанського повіту Любуського воєводства.
Населення — 72 особи (2011).
У 1975-1998 роках село належало до Зеленогурського воєводства.

## Демографія
Демографічна структура станом на 31 березня 2011 року:
|          | Загалом | Допрацездатний вік | Працездатний вік | Постпрацездатний вік |
| -------- | ------- | ------------------ | ---------------- | -------------------- |
| Чоловіки | 37      | 6                  | 27               | 4                    |
| Жінки    | 35      | 5                  | 22               | 8                    |
| Разом    | 72      | 11                 | 49               | 12                   |